# Eulepidotis caeruleilinea
Eulepidotis caeruleilinea là một loài bướm đêm trong họ Erebidae.